# Otto Suppes
Otto Karl Franz Suppes (* 28. August 1836 in Groß-Karben; † 29. November 1911) war ein deutscher Reichsgerichtsrat.
Otto Suppes wurde 1855 vereidigt. Er soll zunächst in den nassauischen Justizdienst getreten sein. 1867 wurde er Kreisrichter. 1874 erfolgte die Ernennung zum Kreisgerichtsrat. 1877 wurde er zum Appellationsgerichtsrat befördert und 1879 zum Oberlandesgerichtsrat in Kassel. 1889 wurde er an das Oberlandesgericht Frankfurt am Main versetzt. 1891 wurde er an das Reichsgericht berufen. Er war lange Zeit im IV. Strafsenat tätig. Nach seinem Ruhestand 1906 ließ er sich von seinem Sohn Adolph Suppes (1880–1918) und Otto Rometsch den erworbenen Grundhof in Radebeul umbauen. Er war Mitherausgeber von Goltdammer’s Archiv für Strafrecht.